# Octatétraynyle
Le radical octatétraynyle est une espèce chimique de formule •C8H dans laquelle les huit atomes de carbone forment une chaîne où alternent liaisons simples et triples liaisons. L'anion octatétraynyle C8H− a été observé en 2007 dans le nuage moléculaire 1 du Taureau, (TMC-1).